# 2. Frauen-Bundesliga 2017-2018
La 2. Frauen-Bundesliga 2017-2018 è stata la 14ª edizione della seconda divisione del campionato tedesco femminile di calcio. Il campionato, iniziato il 2 settembre 2017 e concluso il 13 maggio 2018, ha visto conquistare il primo posto e la conseguente promozione in Frauen-Bundesliga il Borussia M'gladbach nel girone nord e il Bayer Leverkusen in quello sud. Questa è stata l'ultima stagione con la differenziazione su due gironi su base territoriale mentre dalla stagione successiva si passa al girone unico, come conseguenza vi sono state 10 retrocessioni.

## Stagione

### Formula
Le 24 squadre si affrontano in un doppio girone all'italiana su base territoriale, 12 in quello nord e 12 in quello sud, con partite di andata e ritorno, per un totale di 22 giornate per ogni girone. La squadra prima classificata di ogni girone ottiene la promozione al campionato di Frauen-Bundesliga 2018-2019, le ultime cinque di ogni girone sono retrocesse in Regionalliga.

## Girone Nord

### Squadre partecipanti
| Club                     | Città            | Stadio                                      | Stagione 2016-2017                     |
| ------------------------ | ---------------- | ------------------------------------------- | -------------------------------------- |
| Arminia Bielefeld        | Bielefeld        | Waldstadion Quelle                          | 5º posto in 2. Frauen-Bundesliga Nord  |
| Borussia Mönchengladbach | Mönchengladbach  | Grenzlandstadion                            | 12º posto in Frauen-Bundesliga         |
| Cloppenburg              | Cloppenburg      | Pk sportpark                                | 3º posto in 2. Frauen-Bundesliga Nord  |
| Jahn Delmenhorst         | Delmenhorst      | Städtisches Stadion an der Düsternortstraße | 2º posto in Regionalliga Nord          |
| Gütersloh                | Gütersloh        | Tönnies-Arena                               | 4º posto in 2. Frauen-Bundesliga Nord  |
| Henstedt-Ulzburg         | Henstedt-Ulzburg | Stadion Schäferkampsweg                     | 9º posto in 2. Frauen-Bundesliga Nord  |
| Herforder                | Herford          | Ludwig-Jahn-Stadion                         | 10º posto in 2. Frauen-Bundesliga Nord |
| Hohen Neuendorf          | Hohen Neuendorf  | Sportanlage Niederheide                     | 8º posto in 2. Frauen-Bundesliga Nord  |
| Jena II                  | Jena             | Sportzentrum Oberaue                        | 1º posto in Regionalliga Nordost       |
| Meppen                   | Meppen           | Hänsch-Arena                                | 7º posto in 2. Frauen-Bundesliga Nord  |
| Turbine Potsdam II       | Potsdam          | Sportforum in der Waldstadt                 | 6º posto in 2. Frauen-Bundesliga Nord  |
| Wolfsburg II             | Wolfsburg        | AOK Stadion                                 | 2º posto in 2. Frauen-Bundesliga Nord  |

### Classifica finale
Fonte: sito ufficiale
|  | Pos. | Squadra             | Pt | G  | V  | N | P  | GF | GS | DR  |
|  | ---- | ------------------- | -- | -- | -- | - | -- | -- | -- | --- |
|  | 1.   | Borussia M'gladbach | 49 | 22 | 15 | 4 | 3  | 75 | 25 | +50 |
|  | 2.   | Wolfsburg II        | 46 | 22 | 14 | 4 | 4  | 65 | 14 | +51 |
|  | 3.   | Meppen              | 46 | 22 | 14 | 4 | 4  | 71 | 32 | +39 |
|  | 4.   | Turbine Potsdam II  | 42 | 22 | 14 | 0 | 8  | 70 | 39 | +31 |
|  | 5.   | Cloppenburg         | 40 | 22 | 12 | 4 | 6  | 53 | 29 | +24 |
|  | 6.   | Gütersloh           | 36 | 22 | 11 | 3 | 8  | 64 | 45 | +19 |
|  | 7.   | Jena II             | 36 | 22 | 11 | 3 | 8  | 40 | 35 | +5  |
|  | 8.   | Arminia Bielefeld   | 35 | 22 | 11 | 2 | 9  | 46 | 30 | +16 |
|  | 9.   | Henstedt-Ulzburg    | 16 | 22 | 5  | 1 | 16 | 36 | 90 | −54 |
|  | 10.  | Jahn Delmenhorst    | 14 | 22 | 4  | 2 | 16 | 25 | 81 | −56 |
|  | 11.  | Hohen Neuendorf     | 10 | 22 | 2  | 4 | 16 | 18 | 76 | −58 |
|  | 12.  | Herforder           | 9  | 22 | 2  | 3 | 17 | 27 | 94 | −67 |

Legenda:
      Promossa in Frauen-Bundesliga 2018-2019
 Ammessa agli spareggi retrocessione.
      Retrocesse in Fußball-Regionalliga 2018-2019
Note:
Tre punti a vittoria, uno a pareggio, zero a sconfitta.
Lo Jena II è stato retrocesso indipendentemente dal risultato ottenuto negli spareggi retrocessione, perché lo Jena era stato retrocesso in 2. Frauen-Bundesliga.

## Girone Süd

### Classifica finale
Fonte: sito ufficiale
|  | Pos. | Squadra               | Pt | G  | V  | N | P  | GF | GS | DR  |
|  | ---- | --------------------- | -- | -- | -- | - | -- | -- | -- | --- |
|  | 1.   | Hoffenheim II         | 56 | 22 | 18 | 2 | 2  | 61 | 17 | +44 |
|  | 2.   | Bayern Monaco II      | 54 | 22 | 17 | 3 | 2  | 59 | 19 | +40 |
|  | 3.   | Bayer Leverkusen      | 41 | 22 | 13 | 2 | 7  | 47 | 37 | +10 |
|  | 4.   | Saarbrücken           | 36 | 22 | 10 | 6 | 6  | 48 | 36 | +12 |
|  | 5.   | 1. FFC Francoforte II | 33 | 22 | 10 | 3 | 9  | 38 | 27 | +11 |
|  | 6.   | Hessen Wetzlar        | 31 | 22 | 10 | 1 | 11 | 33 | 34 | −1  |
|  | 7.   | Sindelfingen          | 27 | 22 | 6  | 9 | 7  | 26 | 31 | −5  |
|  | 8.   | Schott Mainz          | 26 | 22 | 7  | 5 | 10 | 31 | 49 | −18 |
|  | 9.   | Friburgo II           | 22 | 22 | 5  | 7 | 10 | 28 | 31 | −3  |
|  | 10.  | Niederkirchen         | 16 | 22 | 4  | 4 | 14 | 18 | 54 | −36 |
|  | 11.  | Andernach             | 14 | 22 | 4  | 2 | 16 | 29 | 52 | −23 |
|  | 12.  | Colonia II            | 14 | 22 | 2  | 8 | 12 | 23 | 54 | −31 |

Legenda:
      Promossa in Frauen-Bundesliga 2018-2019
 Ammessa agli spareggi retrocessione.
      Retrocesse in Fußball-Regionalliga 2018-2019
Note:
Tre punti a vittoria, uno a pareggio, zero a sconfitta.